# Эстонка (Омская область)
Эсто́нка — деревня в Седельниковском районе Омской области России. Входит в состав Новоуйского сельского поселения. Место компактного проживания эстонцев .

## История
Основана в 1896 г.
В 1928 г. хутор Эстонский в составе Верх-Баклянского сельсовета Седельниковского района Тарского округа Сибирского края.

## Население
| 1926 | 2010 |
| ---- | ---- |
| 221  | ↘24  |

### Гендерный состав
По данным Всероссийской переписи населения 2010 года в гендерной структуре населения из 24 человек мужчин — 13, женщин — 11 (54,2 и 45,8 % соответственно).

### Национальный состав
В 1928 г. основное население — эсты.
Согласно результатам переписи 2002 года, в национальной структуре населения эстонцы составляли 69 %, русские 31 % от общей численности населения в 45 чел..

## Инфраструктура
Личное подсобное хозяйство. В 1928 г. хутор состоял из 46 хозяйств.
Основа экономики — сельское хозяйство.

## Транспорт
Деревня доступна автотранспортом.